# Corcoya
Corcoya es una localidad de la provincia de Sevilla, Andalucía, España. Se encuentra a 132 kilómetros de la capital de provincia, Sevilla. Pertenece al municipio de Badolatosa.
Es conocida en su comarca por la romería de la Virgen de la Fuensanta que tiene lugar los días 7 a 10 de septiembre. La referencia más antigua sobre el nombre se encuentra en el Libro de la montería de Alfonso XI de Castilla, escrito en el año 1350.
En el libro tercero,  capítulo XXV, página 83v, dice así: "En la tierra de Estepa hay estos montes.
El monte de Tortoya es un buen monte de oso en tiempo de las uvas."
En la reedición del libro en el año 1877 hecha por José Gutiérrez de la Vega,  en la página 354 ya aparece el nombre de Corcoya, así como en el Catastro de Ensenada
Es un pueblo eminentemente agrícola. El cultivo más numeroso es el olivo, y en concreto la variedad de aceituna más abundante es la hojiblanca, especialidad de aceituna recogida tanto para aderezo como para molino.
Cerca del pueblo se encuentra el punto geodésico más elevado de la comarca, la sierra de la Cabrera. Allí se encuentran los restos de unas minas de hierro, explotadas por una empresa alemana durante los años 1890 y 1900.
Cerca de la Cabrera existe un santuario en honor a la Virgen de La Fuensanta donde, según distintos historiadores, en julio de 1833, recibió el indulto el bandolero José María Hinojosa Cobacho, alias "El Tempranillo". Este bandolero solía acudir al santuario a refugiarse en unas cuevas que hay junto a él, para pedir auxilio a la virgen.

## Población

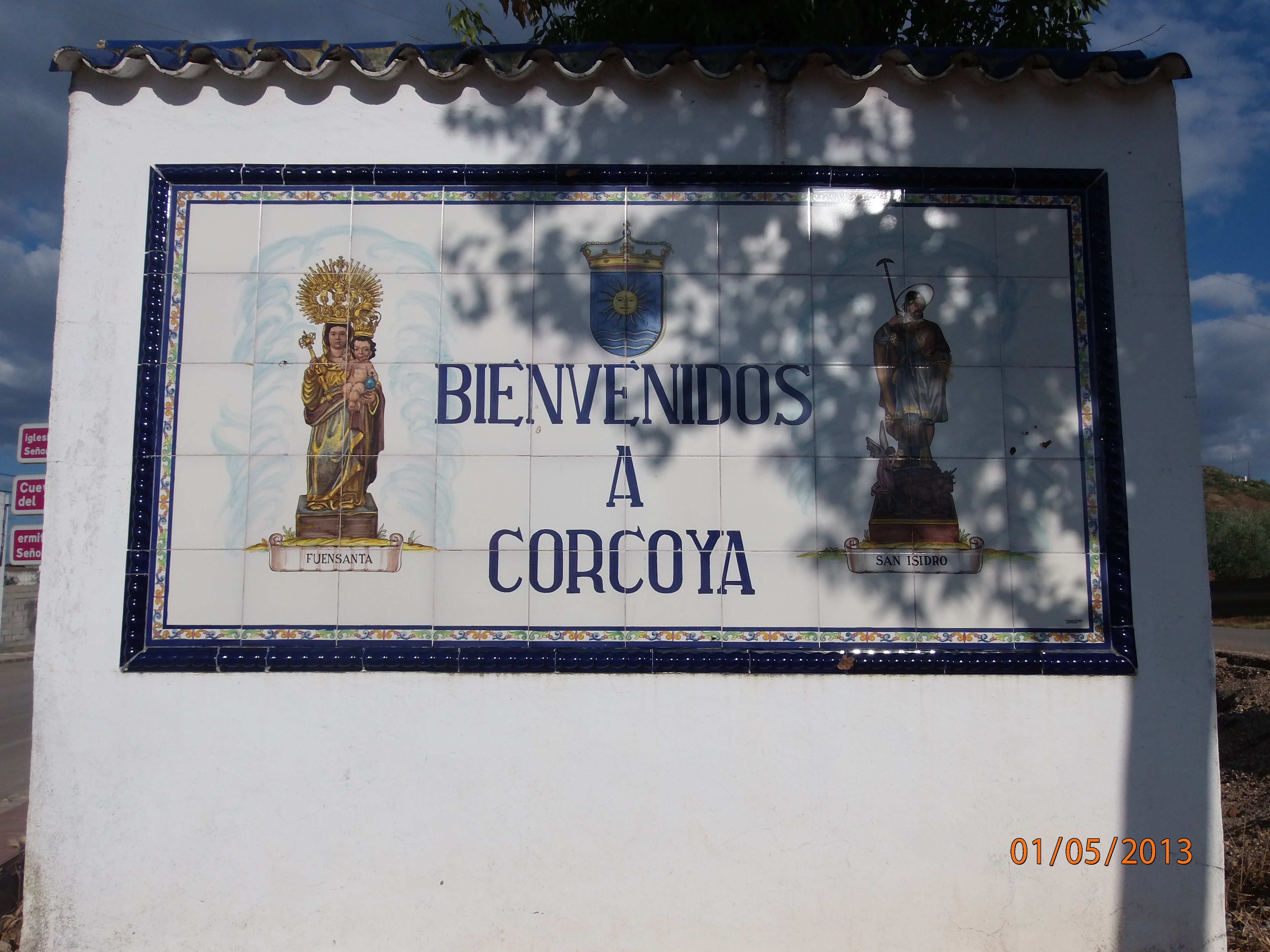
Bienvenidos a Corcoya

Corcoya es una pedanía perteneciente a Badolatosa, la cual se encuentra a unos 6 km de distancia de la misma, que posee aproximadamente 400 habitantes.

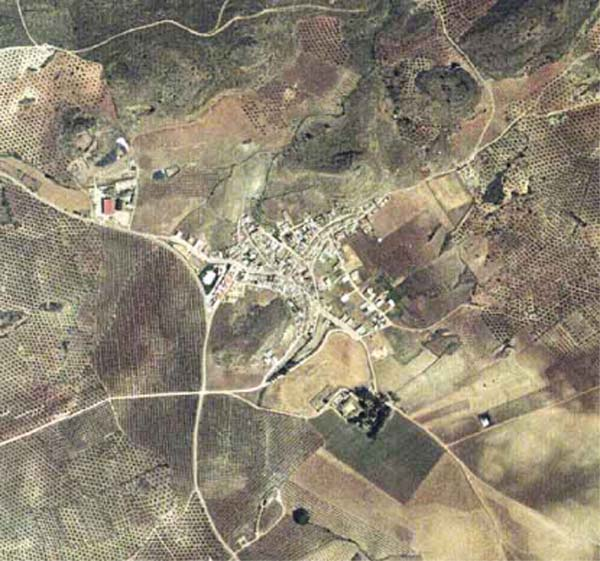
Vista panorámica de Corcoya.

Su población está claramente en declive ya que llegó a contar en tiempos anteriores alrededor de unos 2000 habitantes pero debido a la revolución industrial y a la mecanización del sector agrícola (el campo), esta sufrió una gran emigración, principalmente a Cataluña e Islas Baleares, permaneciendo estable aproximadamente desde el año 1960.
Se encuentra rodeado de montañas y olivares y su gentilicio es corcoyano/corcoyana.

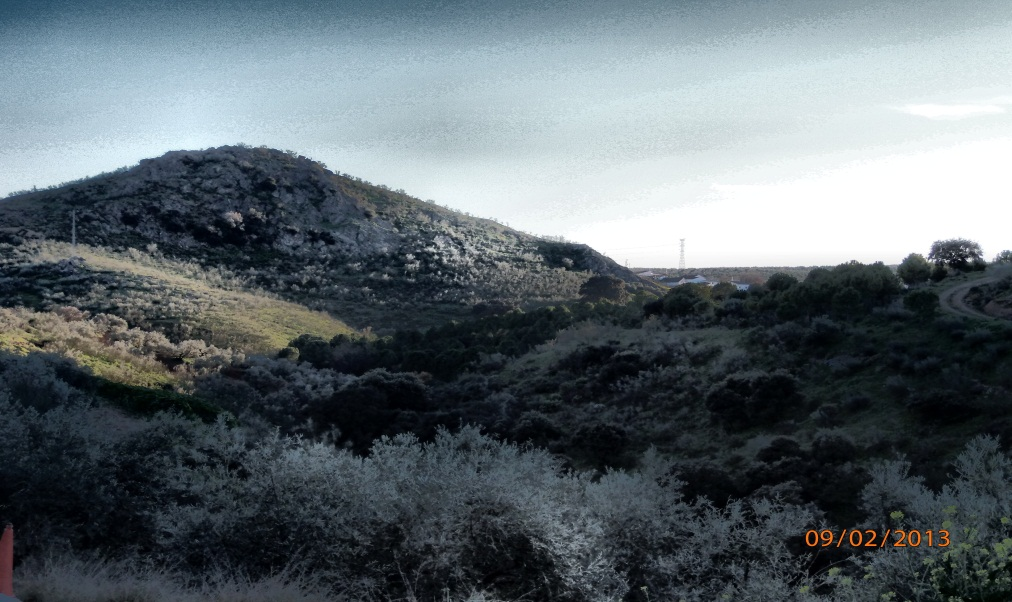
Paisajes camino a la ermita.

## Sobre la ermita

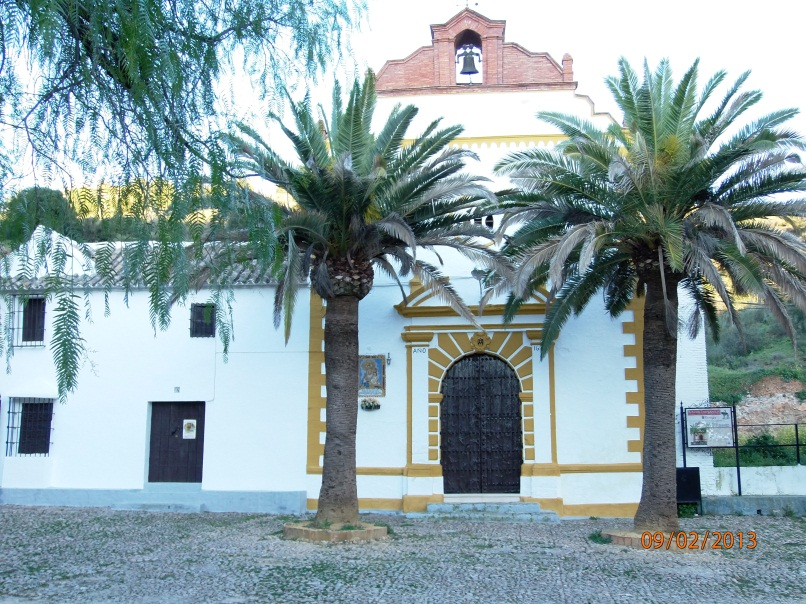
Ermita Corcoya. Vista frontal.

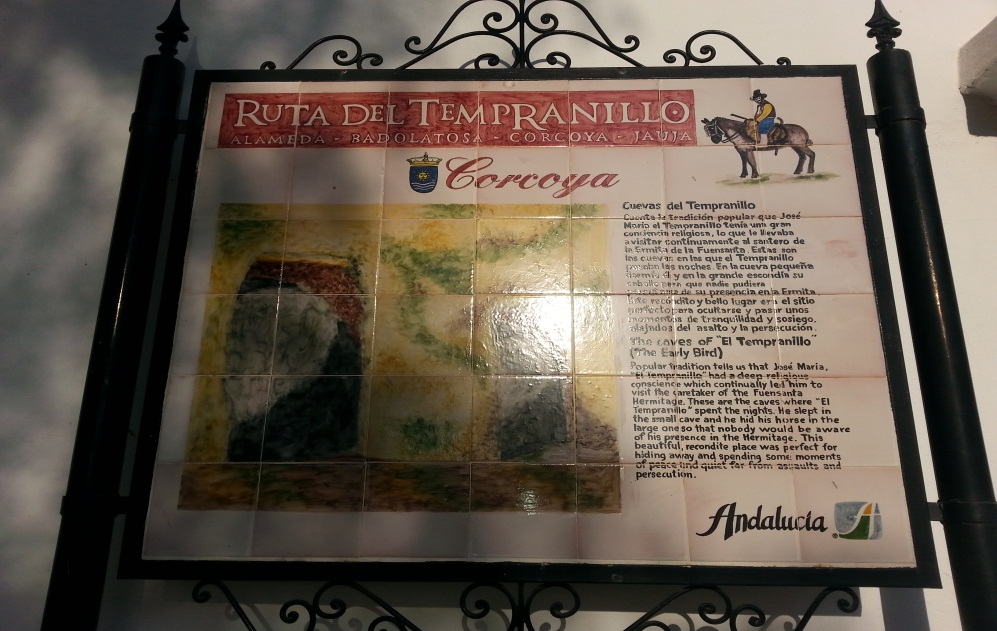
Tempranillo corcoya

Su construcción data alrededor de los años 1660-1670, con aportación popular, la cual fue el segundo centro de oración que se edificó en honor a la virgen de la Fuensanta. 
Se encuentra ubicada a una distancia de aproximadamente 1500 metros del núcleo urbano de Corcoya. Consta de una sola nave de forma rectangular con un hermoso retablo y una amplia sacristía, la cual se encuentra decorada con varios frescos de pintores de origen desconocido. 

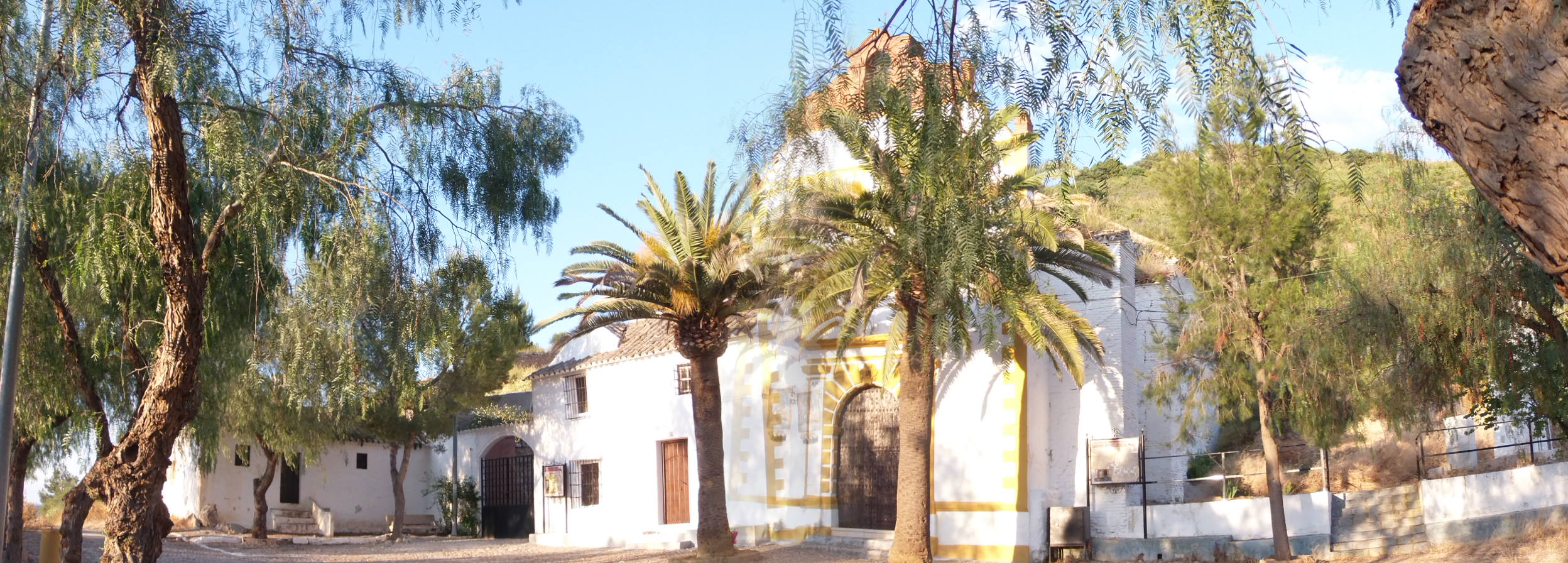
visión panorámica de la ermita Nuestra Señora de la Fuensanta

Adosada a la misma, se encuentra lo que era la casa del ermitaño. Junto a esta, aparecen las cuevas donde se cobijaba el famoso bandolero José María “el Tempranillo”, el cual robaba a los ricos para dárselo a los pobres. 

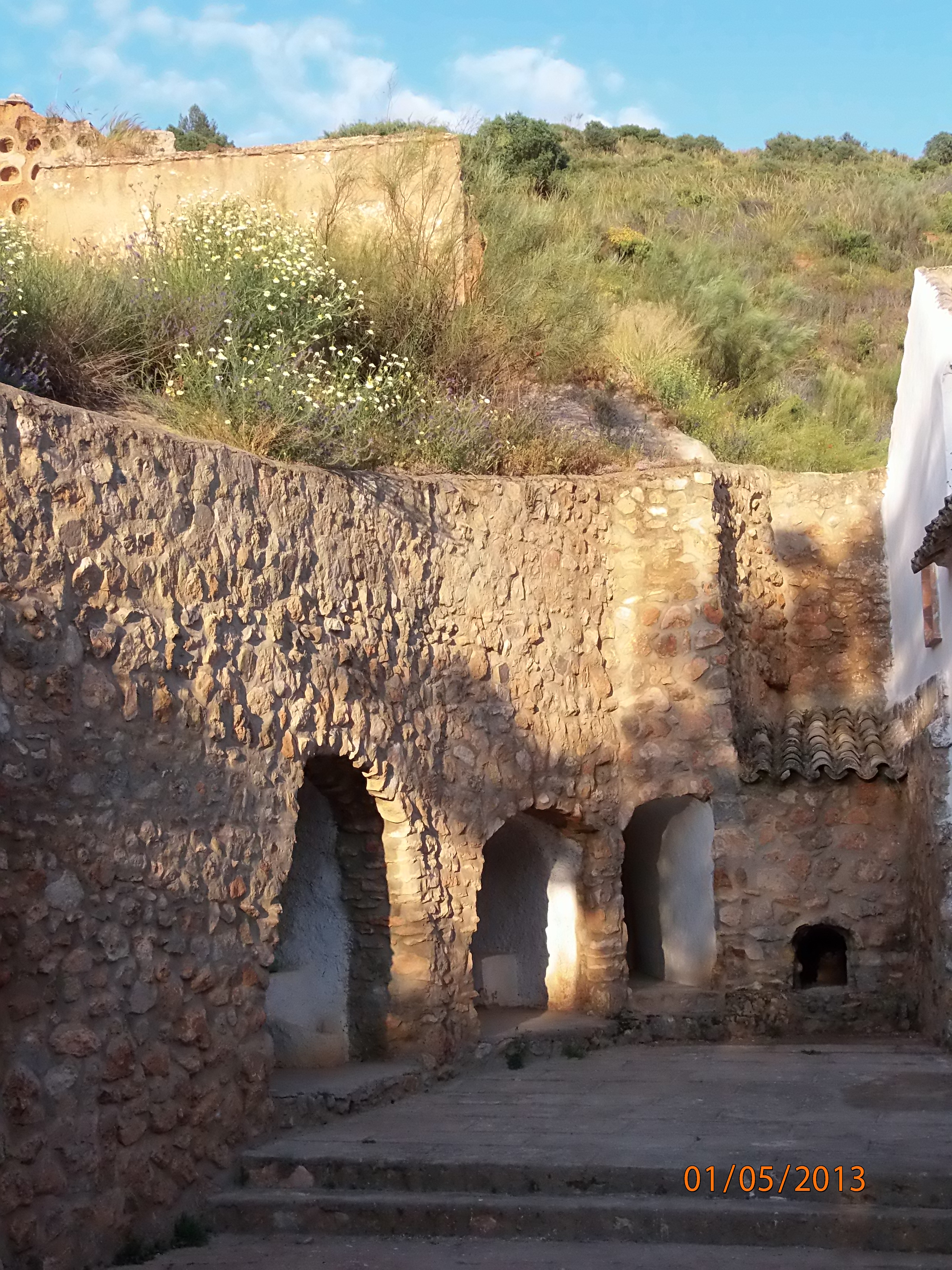
Cuevas del Tempranillo

El nombre le sobreviene porque a temprana edad fue cuando mató a su primer oponente. Dicho bandolero fue indultado por el rey Fernando VII en el año 1832 en la misma ermita. Hoy en día es visitada por multitud de turistas en lo que es denominado la ruta de José maría el Tempranillo.
La ermita es lugar de peregrinación de muchas personas de todos los pueblos limítrofes los cuales acuden a la romería de su virgen, la cual es celebrada en los días 7 y 8 de septiembre de cada año. 

## La cooperativa
La cooperativa olivarera “Nuestra señora de la Fuensanta” fue construida en el año 1960 como consecuencia de la unión de la mayoría de los ciudadanos del pueblo con el fin de poder alcanzar una unidad de criterio a la hora de poder vender la aceituna que generaban los olivos de la zona. Dicha cooperativa es la principal fuente de riqueza y mano de obra del pueblo.

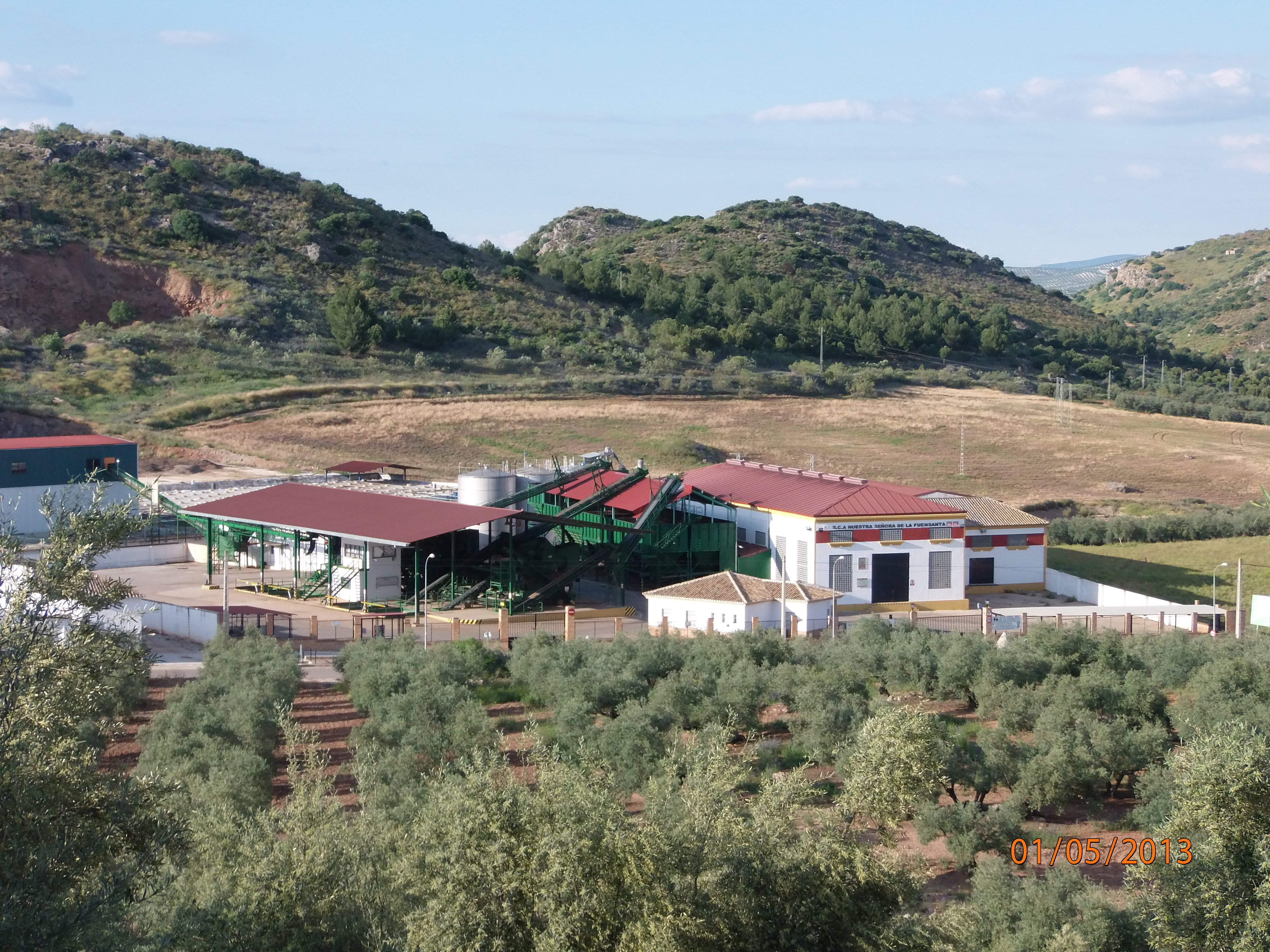
Cooperativa Corcoya

Esta fue construida con el apoyo y mano de obra de la mayoría de los ciudadanos, los cuales aportaban a la misma lo que estaba de ellos a aportar.
Hoy en día, está considerada una de las mejores cooperativas de Andalucía, habiendo conseguido varios premios por su exquisito aceite de oliva virgen extra.

## Restos encontrados en el pueblo
De los restos encontrados como pueden ser columnas, piedras labradas, etc. se puede sacar en claro que ya en épocas anteriores, varias familias de alcurnia habitaban estas zonas. De tal modo, se ha podido descubrir la existencia de un cementerio, en el paraje denominado "Las Lagunillas", el cual se encuentra cercano al pueblo.

## Un poco de su historia. Virgen de la Fuensanta.

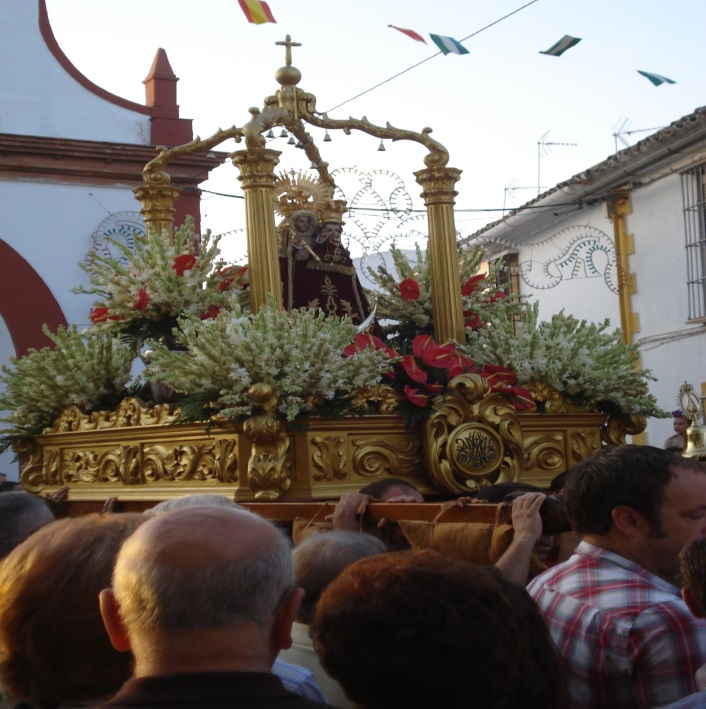
Virgen Nuestra Señora de la Fuensanta. Corcoya.

Según cuenta la leyenda, dicha virgen era adorada por muchas personas que acudían frecuentemente a rezar donde originariamente se había aparecido la misma. Es entonces cuando un día, una mujer fue a cruzar el arroyo del pontón para llevar a cabo sus plegarias cuando el arroyo estaba tan crecido por las lluvias que no pudo traspasarlo. Entonces, cuentan, que se le apareció la virgen e hizo mover dos grandes piedras de forma que la señora pudo cruzar simulando un puente natural para que la misma llegase a su destino y así poder realizar sus plegarias.

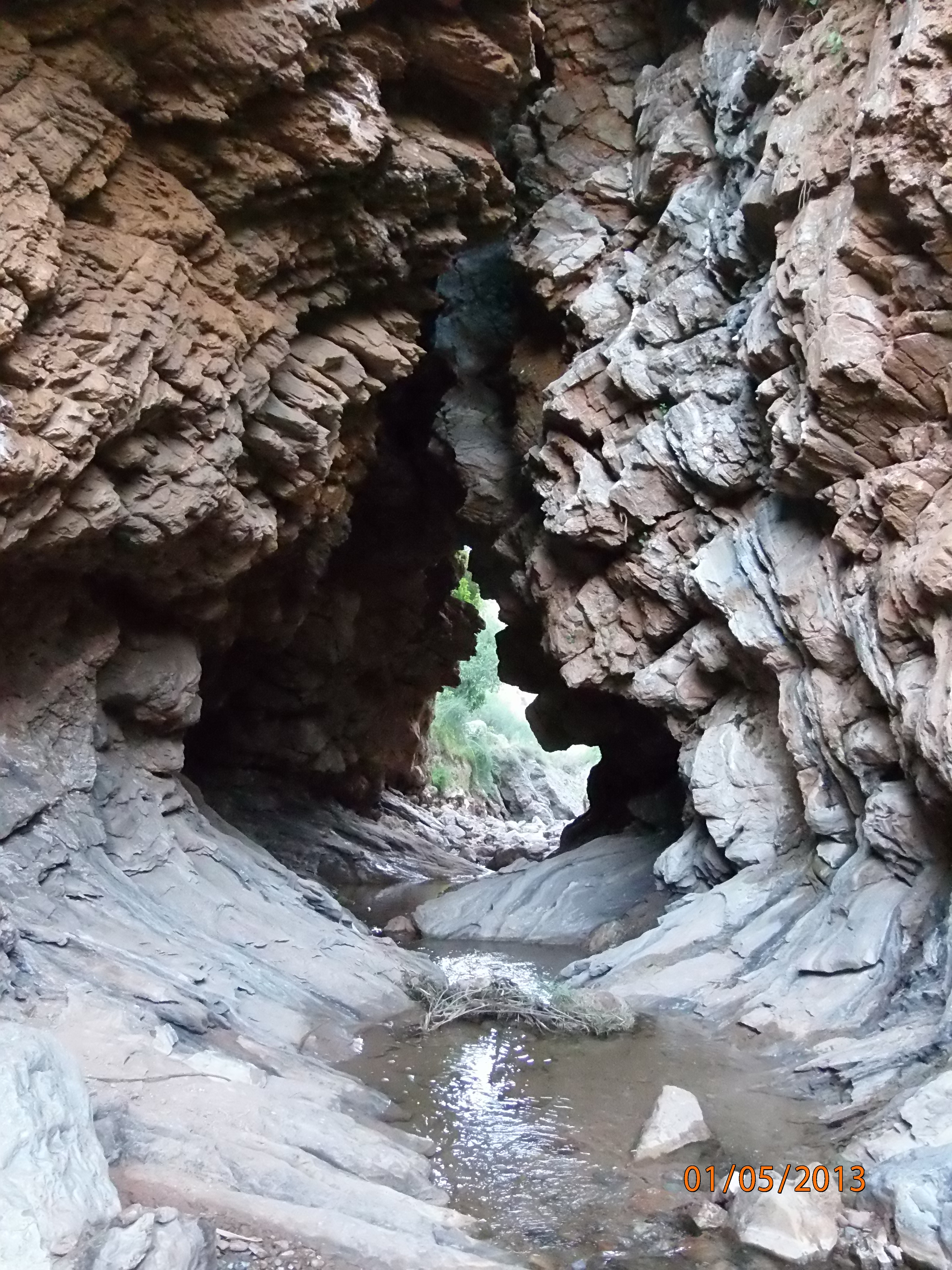
El pontón de Corcoya

La Virgen de la Fuensanta es sumamente venerada por multitud de creyentes debido a los milagros que se le atribuyen. Esto se puede comprobar en la gran variedad de presentes y ofrendas que se encuentran expuestas en la ermita.

## Sobre las minas

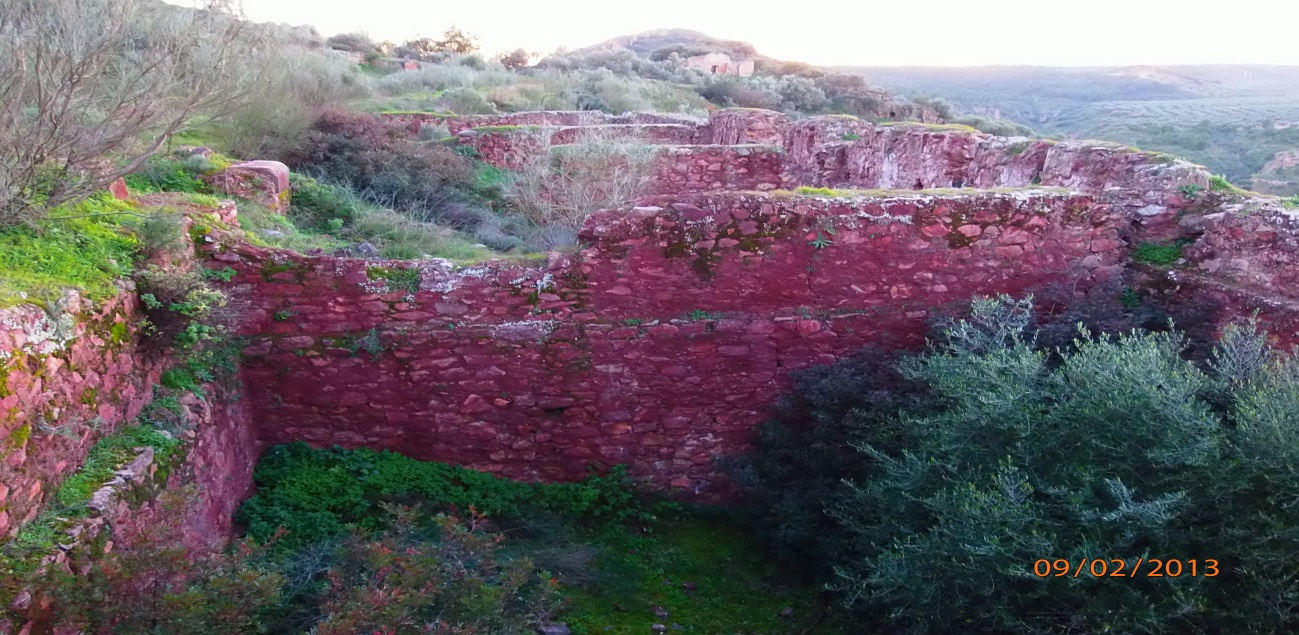
Mina 1 corcoya

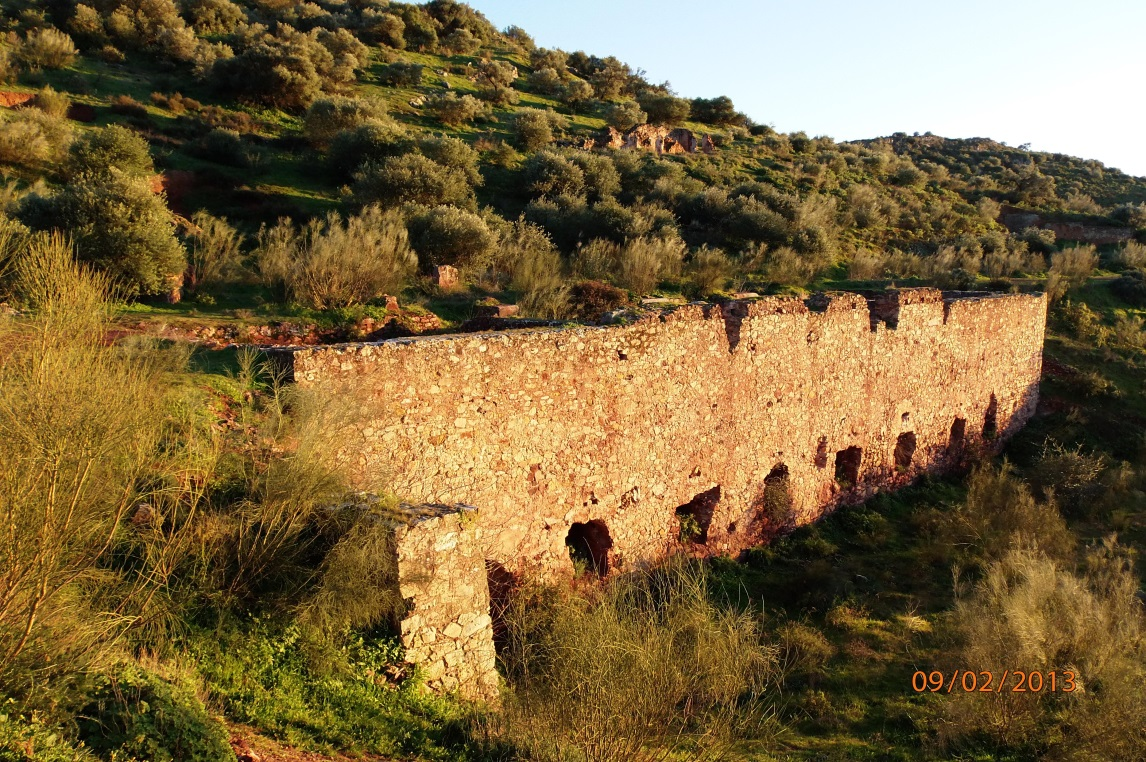
Mina 2 corcoya

Las minas (de hierro) denominadas “melita” se encontraban ubicadas en la Sierra de la Cabrera, las cuales eran explotadas por alemanes durante los años 1890 y 1900. Debido a tal explotación, dichas minas comenzaron a ser conocidas por toda España, ya que provenían trabajadores de todos los lugares para encontrar trabajo en ellas, llegando a formar en su auge, hasta tres grupos de trabajo: mañana, tarde y noche.
Por todo esto, la gente del pueblo empezó a sentirse optimistas ya que eso le daba mucha vida a Corcoya y en sí, eran conocidos a nivel nacional. También, tal auge, conllevaba la sobreexplotación de estos mineros junto a unas condiciones pésimas de trabajo y seguridad por lo que como consecuencia de ello, hubo un número exagerado de accidentes (muchos de ellos con muertes) que se produjeron en las mismas, los cuales se vieron empeorados con la pasividad de los dueños de las minas y la complacencia de los ciudadanos del pueblo. 

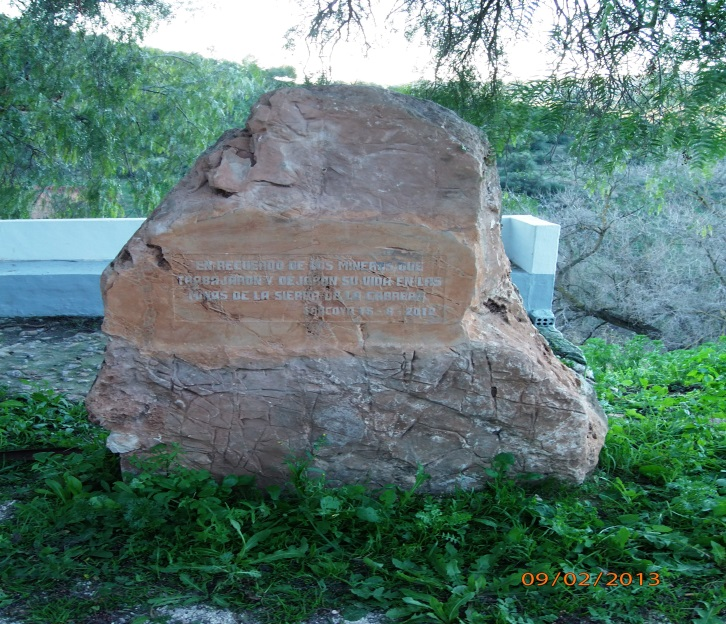
Homenaje a los mineros de Corcoya.

A principios de los años 20, las minas se cerraron definitivamente debido a una falta de mineral y a lo costoso del mantenimiento de las mismas.

## Gastronomía
La gastronomía corcoyana se caracteriza por variados platos típicos dependiendo de su fecha. En tiempos de caza, son muy conocidos el conejo al ajillo, con tomate… y la perdiz con habichuelas. En el verano, la porra es la más conocida. Como postre, se puede destacar el arroz con leche y siguiendo viejas costumbres, es muy conocida las sopaipas.

## Las fiestas
Se pueden encontrar varias fechas que son festejadas en el pueblo, entre las que se encuentran las siguientes:
Feria: la cual dura del 7 al 10 de septiembre, donde se realizan diversas actividades lúdicas para que los ciudadanos participen en comunidad. En la feria se encuentra incluida la romería de la Virgen de la Fuensanta. 
Verbena: la cual es realizada en época de verano, normalmente el penúltimo fin de semana del mes de agosto. La organización de dicha fiesta es llevada a cabo por los integrantes de la hermandad de San Isidro con el fin de recaudar dinero para la misma. Del mismo modo, se realiza en estas fechas para aprovechar que la mayoría de los ciudadanos del pueblo así como otros que por diversos motivos viven fuera del mismo debido a la anterior emigración, se encuentran allí pasando sus vacaciones.
Romerías: hay dos. Una de ellas es la romería de San Isidro, considerado como el patrón del pueblo, la cual es realizada el sabádo anterior al día 15 de mayo, ya que en esta jornada, se celebra el día del patrón. Dicha celebración es donde los/as niños/as de Corcoya que realizan la primera comunión ese año, salen en procesión junto al santo, acompañándolo en su itinerario profesional a lo largo del pueblo con todo el entorno de la villa.

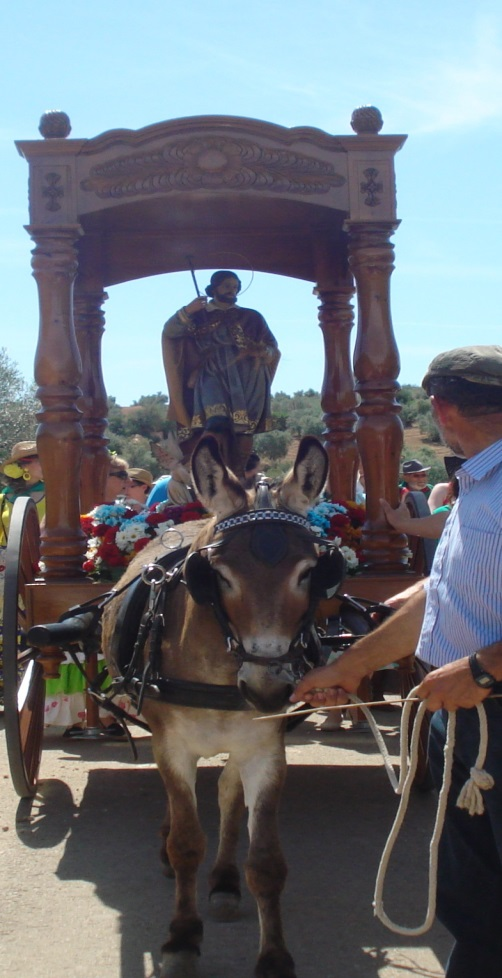
San Isidro Labrador Corcoya

La otra romería y principal, es la de la Virgen de la Fuensanta que como se ha comentado anteriormente, tiene lugar en época de feria y se realiza en los días 7 y 8 de septiembre. 
El día 7, se saca la virgen en procesión desde la parroquia del pueblo hasta la ermita, permaneciendo la tarde-noche y hasta el día siguiente en la misma, rodeada de todos los lugareños y visitantes que la acompañan. A lo largo de la noche, se suceden numerosas misas. El día 8, se procesiona la imagen por los alrededores de la ermita finalizando el acto con un besamanos a la misma y posteriormente, se traslada a la iglesia parroquial San Isidro Labrador de Corcoya.
Semana Santa: desde hace pocos años y como consecuencia de la colaboración entre algunos ciudadanos del pueblo, se logra restaurar la imagen de Nuestra Señora de los Dolores. Como consecuencia de ello, se crea una hermandad de la misma y se saca en procesión el Viernes de Dolores. 
El resto de días de Semana Santa no se realiza ningún acto religioso que no sea el de la santa misa. No obstante, el viernes anterior al Viernes de Dolores, se lleva a cabo el vía crucis por todas las calles del pueblo.
Navidad: una vez perdida la tradición de cantar villancicos de casa en casa y las personas que iban cantándolo, recibían aguinaldos por parte de los vecinos; la única acción que se lleva a cabo en estas fechas es el recibir la entrada del nuevo año, todos los ciudadanos juntos en la puerta de la iglesia y al sonido de sus campanas se toman las uvas y brindan con champán.

## El pueblo en sí

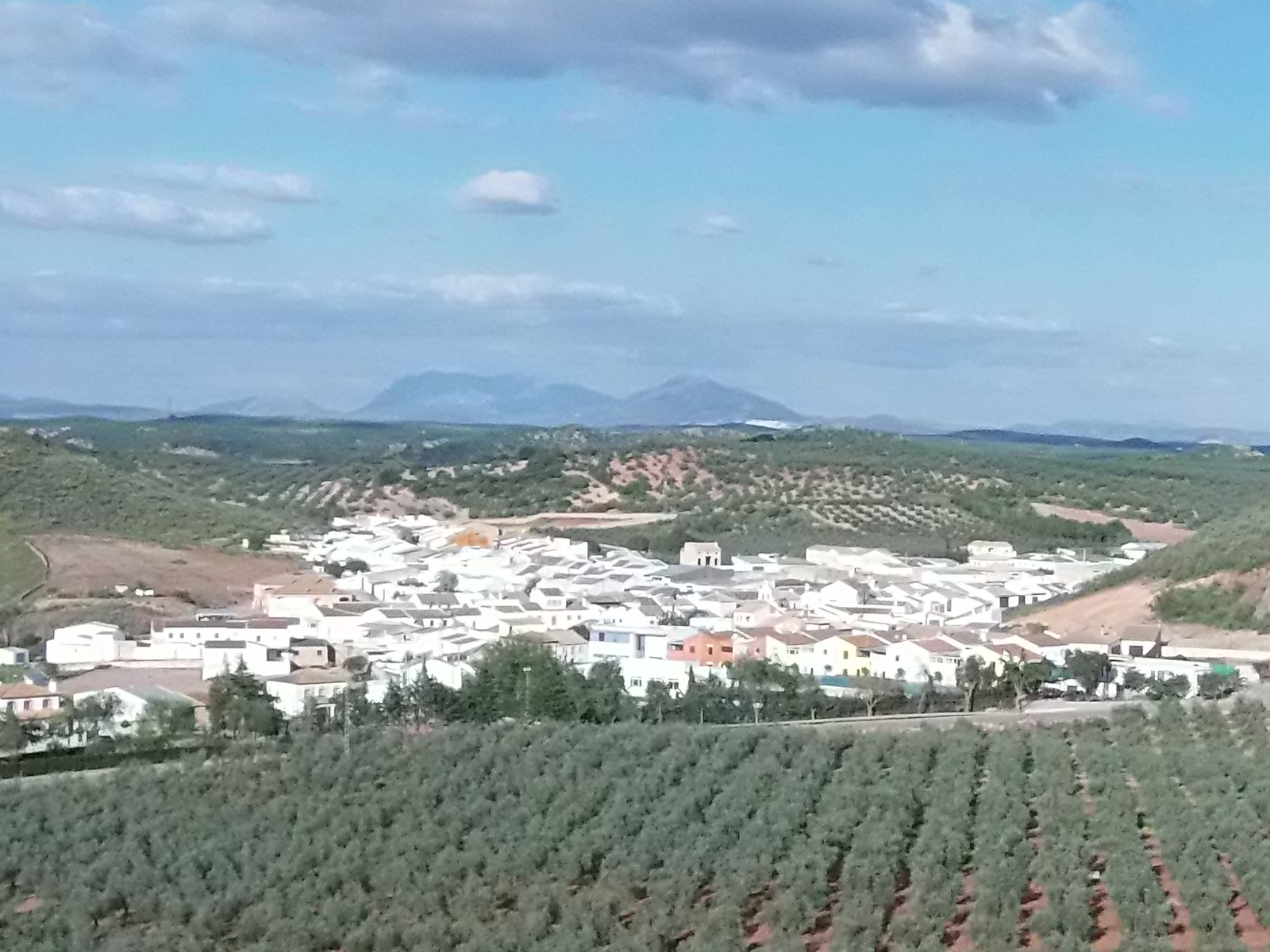
Corcoya

El pueblo se compone de salón social, consultorio, escuela, piscina, polideportivo abierto, campo de fútbol, parque, supermercado, casa hermandad de la virgen de la Fuensanta, casa hermandad de San Isidro Labrador, farmacia, dos bares (bar tony y pub rodas), iglesia, ermita y cementerio.

## Provincias y pueblos cercanos
Corcoya pertenece a la provincia de Sevilla. Dicha pedanía se encuentra entre las provincias de Córdoba y Málaga.
Los pueblos que la rodean son Badolatosa (de la cual pertenece), Casariche, Alameda, Jauja, La Roda, Puente Genil y Estepa así como muchos otros.

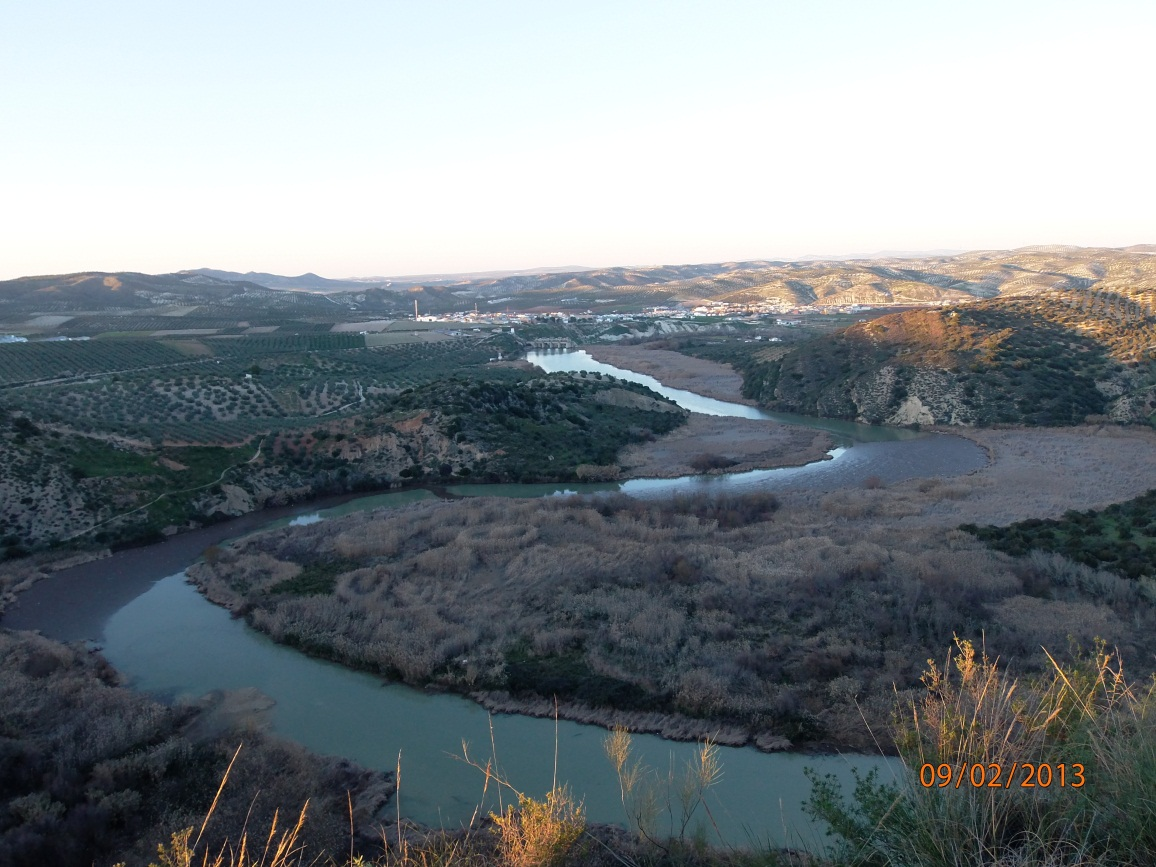
Las cercanías de Corcoya.

## Actividades que se realizan
Hay diversas actividades que son llevadas a cabo en colaboración con el ayuntamiento de Badolatosa, como pueden ser de aprendizaje como la E.S.A, de cultura como visitas turísticas a distintas ciudades, museos… y también, actividades lúdicas y de ocio como ir a las playas de Málaga, Tívoli y otras que surjan de interés a sus ciudadanos.
Además, en el pueblo nos podemos encontrar con dos asociaciones, la de mujeres y la de cazadores, las cuales se encuentran con un considerable número de personas puesto que se llevan a cabo funciones y otras actividades según sus componentes.